# Donacoscaptes albiceps
Donacoscaptes albiceps là một loài bướm đêm trong họ Crambidae.